# Wak Chanil Ajaw
 (septembre 2023).
La mise en forme du texte ne suit pas les recommandations de Wikipédia : il faut le « wikifier ».
Les points d'amélioration suivants sont les cas les plus fréquents. Le détail des points à revoir est peut-être précisé sur la page de discussion.
- Les titres sont pré-formatés par le logiciel. Ils ne sont ni en capitales, ni en gras.
- Le texte ne doit pas être écrit en capitales (les noms de famille non plus), ni en gras, ni en italique, ni en « petit »…
- Le gras n'est utilisé que pour surligner le titre de l'article dans l'introduction, une seule fois.
- L'italique est rarement utilisé : mots en langue étrangère, titres d'œuvres, noms de bateaux, etc.
- Les citations ne sont pas en italique mais en corps de texte normal. Elles sont entourées par des guillemets français : « et ».
- Les listes à puces sont à éviter, des paragraphes rédigés étant largement préférés. Les tableaux sont à réserver à la présentation de données structurées (résultats, etc.).
- Les appels de note de bas de page (petits chiffres en exposant, introduits par l'outil «  Source ») sont à placer entre la fin de phrase et le point final[comme ça].
- Les liens internes (vers d'autres articles de Wikipédia) sont à choisir avec parcimonie. Créez des liens vers des articles approfondissant le sujet. Les termes génériques sans rapport avec le sujet sont à éviter, ainsi que les répétitions de liens vers un même terme.
- Les liens externes sont à placer uniquement dans une section « Liens externes », à la fin de l'article. Ces liens sont à choisir avec parcimonie suivant les règles définies. Si un lien sert de source à l'article, son insertion dans le texte est à faire par les notes de bas de page.
- La présentation des références doit suivre les conventions bibliographiques. Il est recommandé d'utiliser les modèles {{Ouvrage}}, {{Chapitre}}, {{Article}}, {{Lien web}} et/ou {{Bibliographie}}. Le mode d'édition visuel peut mettre en forme automatiquement les références.
- Insérer une infobox (cadre d'informations à droite) n'est pas obligatoire pour parachever la mise en page.

Pour une aide détaillée, merci de consulter Aide:Wikification.
Si vous pensez que ces points ont été résolus, vous pouvez retirer ce bandeau et améliorer la mise en forme d'un autre article.
 (septembre 2023).
Le contenu est difficilement compréhensible vu les erreurs de traduction, qui sont peut-être dues à l'utilisation d'un logiciel de traduction automatique.
Wak Chanil Ajaw (décédée en 741) était une reine maya de Naranjo née à Dos Pilas. Elle vécut à Naranjo de 682 jusqu'à sa mort (ou peu avant sa mort) en 741. Pendant cette période, elle fut probablement la dirigeante de la ville. Cependant, des monuments tels que la Stèle 24 suggèrent qu'elle n'a jamais été formellement reconnue comme telle, puisqu'elle a continuée à utiliser le glyphe emblématique de Dos Pilas tout au long de sa vie.
Parce que la lecture de son nom est actuellement contestée, les historiens la désignent généralement sous le nom de Dame Six Cieux, traduction de la partie lisible de son nom : Wak Chan, signifiant Cix Cieux.
Les monuments qui font référence à Dame Six Cieux comprennent : les stèles Naranjo 3, 18, 24, 29, 31 et 46.

## Vie privée
Dame Six Cieux était la fille de B'alaj Chan K'awiil de Dos Pilas et d'une femme qui aurait pu s'appeler Dame B'ulu ou Dame B'uluka'l. Bien que Dame B'ulu ne soit pas la première épouse de B'alaj Chan K'awiil, elle portait le prestigieux titre d'ochk'in kalo'mte (soit « autocrate occidental ») sur la Stèle 24, suggérant un fort pouvoir politique.
En 682, Dame Six Cieux arriva à Naranjo afin d'établir une nouvelle dynastie à la demande de son père. Il s'agissait d'un mariage arrangé entre les villes mayas de Dos Pilas et de Naranjo (dans l'actuel Guatemala) afin d'inscrire cette dernière dans l'alliance Calakmul – Dos Pilas. Cela pourrait être les conséquences de la récente défaite de Tikal face à Calakmul.
On sait peu de choses sur son mari, bien qu'il soit peut-être un cousin de statut inférieur au roi précédent, K'ahk' Xiiw Chan Chaahk. Ce roi avait été vaincu deux ans plus tôt par Caracol, laissant un le pouvoir vacant. Le nom de son mari apparaît sur la stèle 46 de Naranjo. Bien qu'elle ne soit pas encore entièrement déchiffrée, on peut y lire K'ak' U ? Chan Chaak.
Pendant son séjour à Naranjo, elle a vraisemblablement exercée en tant que dirigeante de la ville,,, bien que dans les écrits (comme sur les stèles 24 et 29), elle portait toujours le titre de Sainte Dame de Dos Pilas. Un peu plus de cinq ans après son arrivée, le 6 janvier 688, elle donne naissance à un fils, le futur roi de Naranjo Kʼakʼ Tiliw Chan Chaak. Sa naissance, ainsi que d'autres moments forts de la vie de la reine, sont commémorées sur les stèles 24 et 29.
Pendant de nombreuses années, chercheurs et historiens ont débattu pour savoir si K'ak' Tiliw était son fils ou non, mais la stèle 46 découverte en 2017 comprend une déclaration précise confirmant leurs liens familiaux. Il devint roi à l'âge de cinq ans et sa mère, Dame Six Cieux, régna comme sa régente.
Il se peut que leur relation fut assez difficile. Christophe Helmke explique que la reine avait érigée des monuments qui la faisait passer comme dirigeante légitime jusqu'à l'âge adulte de K'ak' Tiliw Chan Chaak, suggérant qu'elle était donc en compétition avec son fils sur l'exercice du pouvoir et de l'influence. K'ak' Tiliw Chan Chaak meurt de causes inconnues vers ses quarante ans, et Dame Six Cieux semble alors avoir nommée un nouveau dirigeant, Yax Mayuy Chan Chaak,. Ce souverain apparaît sur la stèle 18 de Naranjo dans un écrit qui fut probablement un ajout tardif au monument. Ici, sa présence à des événements importants, y compris une guerre des étoiles avec Komkom, est utilisée pour impliquer son aptitude à gouverner. Il était peut-être un frère cadet de K'ak' Tiliw Chan Chaak.
Un nom qui est probablement le sien apparaît en référence à un rituel de dispersions des cendres à Dos Pilas le 10 ou 11 février 741. Il se peut que ce soit la date de sa mort, bien que ce fait soit contesté.

## Gardienne du Jour et Reine-Guerrière
Bien qu'elle n'ait jamais reçu le titre de Sainte Dame de Naranjo, Dame Six Cieux avait commandée des monuments à Naranjo décrivant d'importants rituels qu'elle avait mis en place, certains peu de temps après son arrivée. Par exemple, la stèle 29 décrit un rituel de brûlage le 31 août 682, trois jours seulement après son arrivée à Naranjo. Mais ses débuts à Naranjo ont peut-être été troublés par des revendications rivales au trône. Elle n'a donc commencée sérieusement à commander des monuments que près de deux cents ans après le début de son règne.
Cela dit, elle est peut-être à l'origine d'une méthode de comptage des phases de la lune qui se s'est ensuite diffusée pendant la Période d'Uniformité. Pendant cette période, les valeurs du Glyphe C dans la zone maya sont restées cohérentes. Elle avait un penchant pour célébrer les rares fins de période du « Cycle de Tikal » qui se produisaient les #.#.3.0.0 jours du Calendrier Maya. Elle a célébré 9.13.3.0.0 (1er mars 695) et 9.14.3.0.0 (17 novembre 714), tous deux commémorés sur la Stèle 29.
Elle a également supervisée la production de poteries de hautes qualités, une tendance qui s'est poursuivie sous le règne de son fils devenu connu sous le nom de l'Artisan Pur (ou Blanc) pour son mécénat des arts.
De plus, elle est représentée sur des monuments lui attribuant le rôle d'une reine-guerrière se tenant debout au-dessus d'un captif piétiné, une représentation inhabituelle pour une femme. La stèle Naranjo 24 du 17 avril 699 est l'une de ces représentations. Là, elle se tient sur un captif du petit régime politique de K'inichil Kab. La stèle 29 du 17 novembre 714 de notre ère la montre également debout sur un captif, bien qu'elle soit trop érodée pour distinguer le nom ou le lieu d'origine du captif,. Outre K'inichil Kab, elle a été impliquée dans la destitution d'au moins neuf autres régimes politiques et elle a menée une guerre victorieuse contre le régime politique du Komkom en avril 726 selon la Stèle 18. Son fils K'ak' Tiliw Chan Chaak et le futur leader Naranjo Yax Mayuy Chan Chaak étaient également tous deux impliqués.
Sur la stèle 24, elle apparaît également vêtue de la jupe en résille de Ah Mun, dieu de l'agriculture, un autre trait peu courant chez les femmes. Elle a peut-être pris le nom « Six » en raison de son association avec Ah Mun, même si elle a également soulignée sa relation avec la déesse de la lune. La combinaison du symbolisme du dieu de l'agriculture et de la déesse de la lune pourrait avoir été un message délibéré selon lequel le dirigeant était capable d'assumer à la fois des rôles masculins et féminins.
Par exemple, sur la Stèle 24, elle est décrite comme ub'aah (abréviation de ub'aahila'n) ti yax k'uh, « elle est représentée comme le premier dieu », ce qui signifie qu'elle était vue comme servant littéralement de récipient pour ce dieu. Du côté de la Stèle 24, ce rituel est décrit plus en détail : ici, le dieu est appelé la déesse de la lune malgré la jupe en filet qui était principalement portée par les hommes. Ce rituel a eu lieu le 17 avril 699. Selon la stèle 47, elle a également incarnée la déesse de la lune le 9 février 726, qui était le nouvel an maya, suivant le calendrier sacré de 260 jours.
Lorsque K'ahk' Tiliw Chan Chaak avait environ 13 ans, c'est sa mère qui a célébré publiquement l'anniversaire du demi-k'atun du 9.14.10.0.0 (11 octobre 721) avec l'érection de la Stèle 24, suggérant qu'à ce moment, elle le servait en tant que régente. Cependant, elle n’a peut-être jamais été officiellement cheffe du gouvernement. La stèle 24 décrit K'ak' Tiliw Chan Chaak comme le 38e chef du gouvernement de Naranjo, alors qu'il devrait être le 39e si Dame Six Cieux était comptée.

## Redécouverte au XXe siècle
Tatiana Proskouriakoff a reconnue pour la première fois le nom de la reine dans les années 1960, lors de ses études pionnières sur l'aspect historique des inscriptions mayas. Elle a surnommé la reine « Dame de Tikal » en raison de l'utilisation du glyphe de l'emblème Mutal. Ce n'est que plus tard que les chercheurs ont réalisés que plusieurs villes utilisaient le même glyphe.

## Dans la culture populaire
- Dame Six Cieux dirige la civilisation maya dans  le New Frontier season pass du jeu vidéo 4X Civilization VI[10].
- Elle fait l'objet de la fiction historique Lady Six Sky parue en 2012 d'Elaine Lowe et a été représentée dans l'art contemporain par Miguel Omaña[1].